# Leica M (fényképezőgép)
A Leica M egy teljes érzékelős 35 mm-es keresős digitális fényképezőgép. A Leica Camera AG a Leica M9 utódjaként jelentette be 2012 szeptemberében. Az M egy 24 megapixeles képérzékelő szenzort használ. Ez a kamera az első M modell, amely mozgókép-rögzítési funkcióval is rendelkezik, és az első, amiben van Live View – ez a funkció lehetővé teszi a lencsén keresztül látható jelenet összeállítását. Az M kompatibilis szinte az összes M-bajonettes lencsével és a legtöbb R-bajonettes lencsével is (egy adapteren keresztül). Az összes Leica M kamerát kézzel szerelik Portugáliában és Németországban. Egy ilyen gép ára Magyarországon 2015-ben 2 millió forint körül jár.

## Jellemzők
Az M-ben egy 24 megapixeles CMOS képérzékelő szenzor található, amelyet a CMOSIS belga cég tervezett kizárólag a Leica számára. Az érzékelő 6000 × 4000 pixelt tartalmaz, 6 × 6 µm²-es rácsban, és az STMicroelectronics gyártja Grenoble-ban.

## Fordítás
Ez a szócikk részben vagy egészben  a   Leica M (camera) című angol Wikipédia-szócikk ezen változatának fordításán alapul.  Az eredeti cikk szerkesztőit annak laptörténete sorolja fel. Ez a jelzés csupán a megfogalmazás eredetét és a szerzői jogokat jelzi, nem szolgál a cikkben szereplő információk forrásmegjelöléseként.